# Froggattella

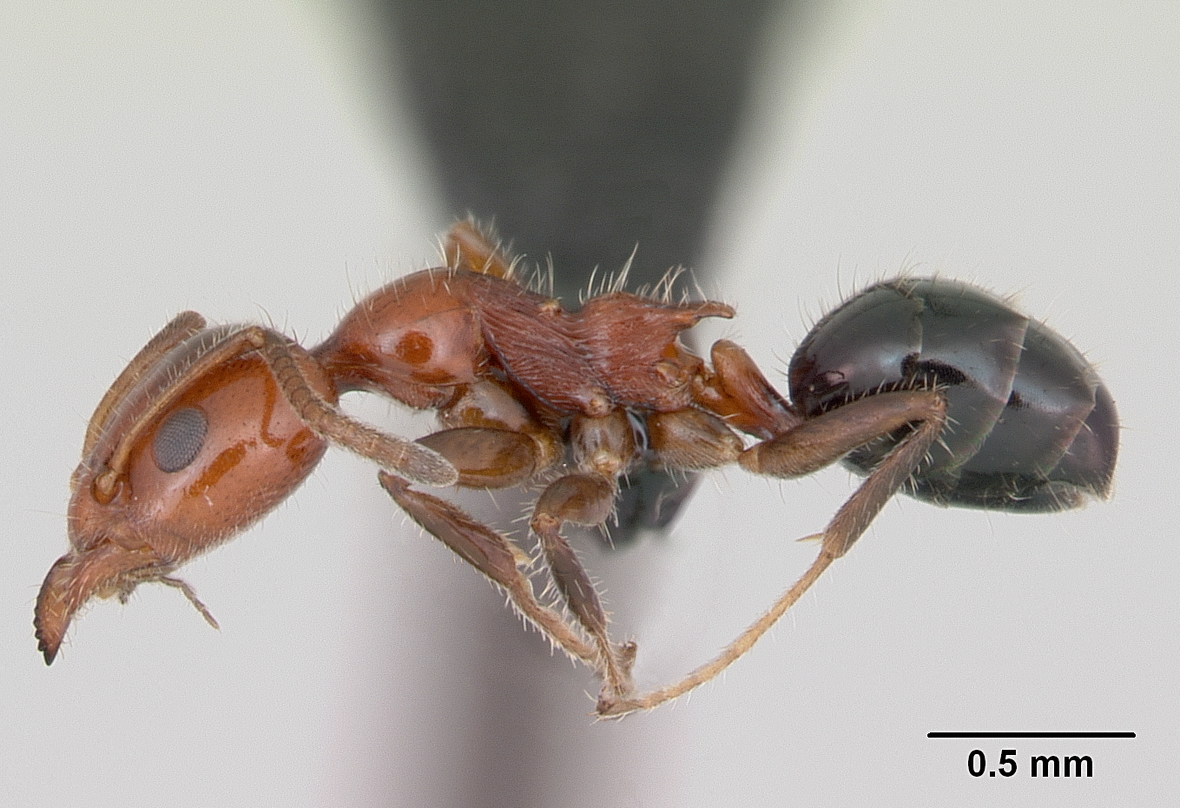

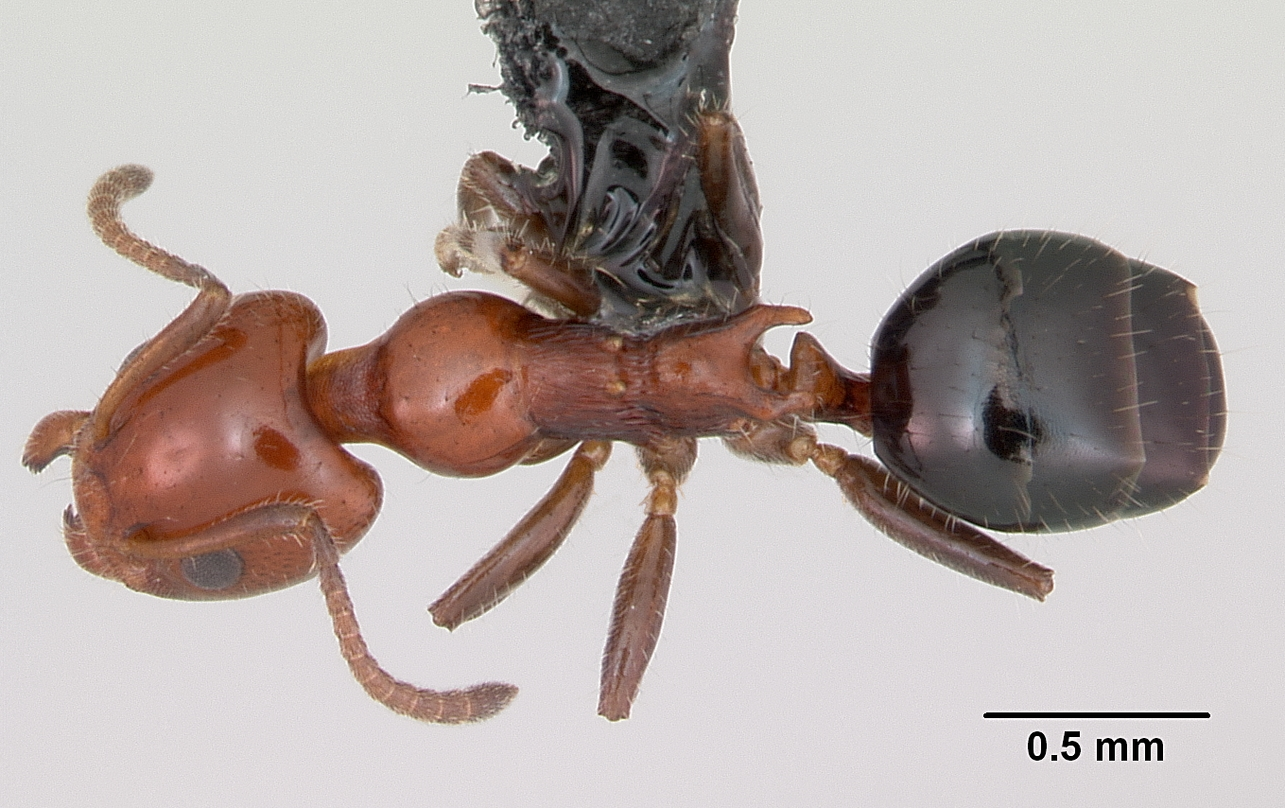

Froggattella (лат.) — род муравьёв подсемейства долиходерины (Dolichoderinae, Leptomyrmecini). Австралия
.

## Описание
Мелкие земляные или древесные муравьи коричневого цвета (брюшко — буровато-чёрное). Заднегрудка с двумя длинными проподеальными шипами. Усики самок и рабочих 12-члениковые (у самцов антенны состоят из 13 сегментов). Жвалы рабочих с 6-9 зубцами. Нижнечелюстные щупики 6-члениковые, нижнегубные щупики состоят из 4 сегментов. Голени средних и задних ног с одной апикальной шпорой.
Стебелёк между грудкой и брюшком состоит из одного сегмента (петиоль). Род был назван в честь австралийского энтомолога Уолтера Уилсона Фроггата (1858—1937)
.
- Froggattella kirbii (Lowne, 1865)
  - =Acantholepis kirbii
- Froggattella latispina Wheeler, 1936